# Distretto di Shahrisabz
Il distretto di Shahrisabz è uno dei 13 distretti della Regione di Kashkadarya, in Uzbekistan. Il capoluogo è Shahrisabz.